# 글렌모렌지

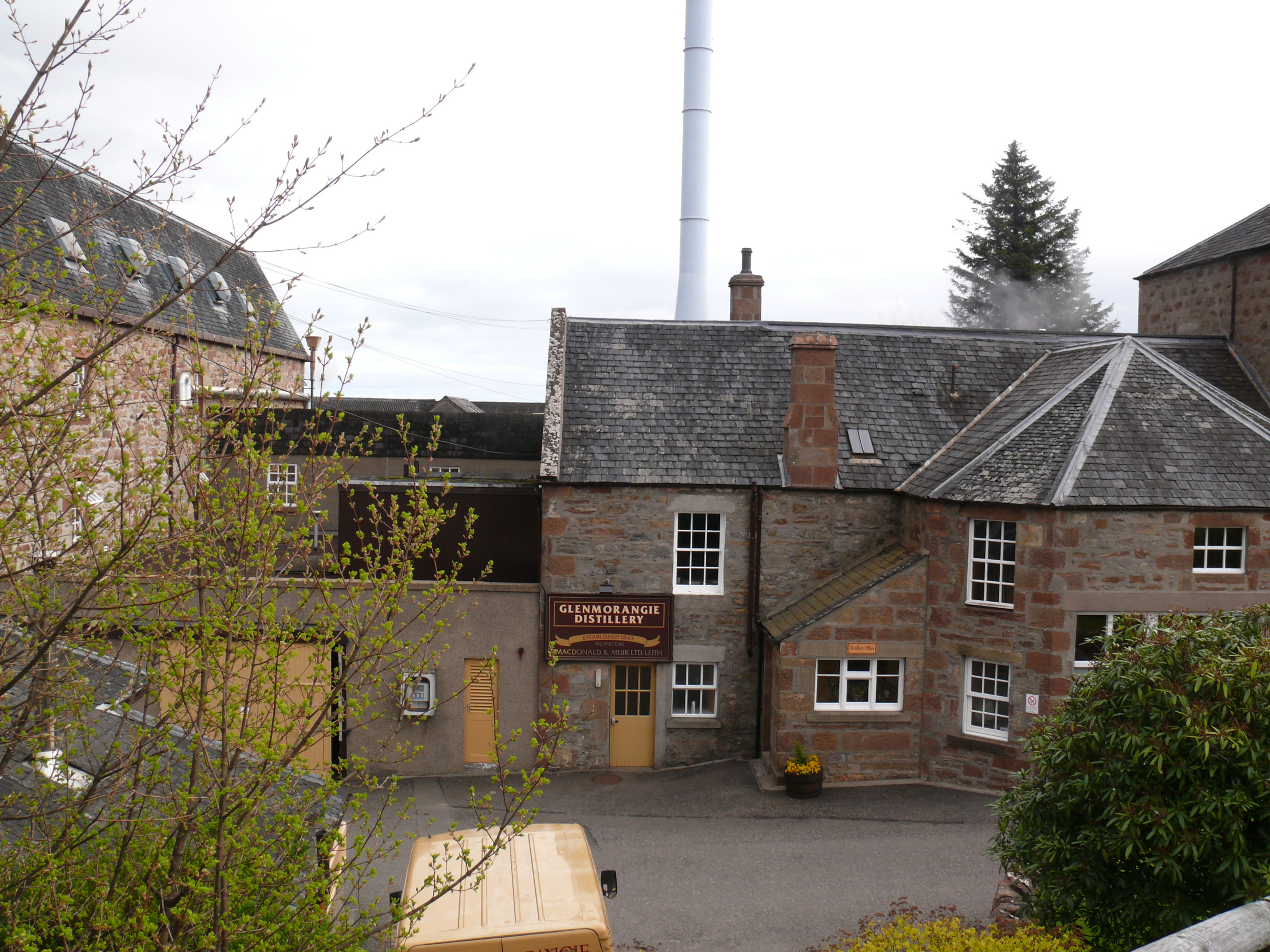

글렌모렌지(Glenmorangie)는 스코틀랜드 로스셔 주 태인에서 생산되는 싱글몰트 위스키이다. 글렌모렌지의 증류소는 스코틀랜드의 하이랜드 북부에 테인 마을에 위치하며 1843년 세워졌고 연간 9만리터 가량을 생산하는데 증류소의 크기에 비해서는 많이 생산하는 편이다. 다른 증류소와는 달리 숙달된 16명이  위스키 생산의 전 과정을 책임진다. 일반적인 스카치 위스키가 생산시 연수를 사용하는 것과는 달리 미네랄이 풍부하고 경질인 물을 사용한다. 또한 스코틀랜드에서 가장 목이 긴 증류기를 사용하는데 이는 증류소를 정식으로 설립할 때 중고 증류기를 들여온것에서 유래되었다.
피트를 사용하지 않으며 숙성에는 주로 버번 오크통을 사용한다. 버번 오크통을 사용하기 때문에 글랜모렌지의 특유의 향 사이로 버번 위스키의 바닐라 향이 느낄 수 있다. 이 버번 통은 미국에서 만든후에 잭다니엘과 헤븐힐과 같은 버번 위스키 제조업체에 빌려줘 먼저 위스키를 숙성하도록 한다. 숙성이 끝난 위스키 통을 회수하여 재조립 후에 글렌모렌지의 숙성에 쓰인다. 이를 최대 2번까지 활용한다.
대중적인 싱글몰트인 그렌피딕보다 먼저 싱글몰트를 판매하기 시작했으며 기존의 숙성시키던 원액을 각기다른 와인 오크통에 옮겨 추가숙성을 시킨 우드피니쉬 제품을 가장 먼저 선보인 증류소이기도 하다. 이밖에도 희석하지 않은 원액 제품을 공식적으로 출시한 첫 증류소이기도 하며 검게 볶은 맥아를 위스키 제조에 쓰거나 아예 새 오크통에 위스키를 숙성시키는 등 새로운 시도를 많이 한다.

## 제품

### 정규
- 글렌모렌지 X (최초의 칵테일 전용 싱글몰트 위스키, 버번 위스키 캐스크에 숙성한 원액과 새 오크 캐스크를 불에 그을린 후 숙성한 원액들을 혼합 사용, 40%)
- 오리지널(버번 위스키 캐스크에 10년숙성, 40%)
- 라산타(버번 위스키 캐스크에 10년숙성 후 올로로소와 페드로 히메네스 셰리 와인 캐스크에 2년 추가숙성, 43%)
- 퀸타루반 12년(버번 위스키 캐스크에 10년 숙성 후 포트 와인 캐스크에 2년 추가숙성, 46%)
- 퀸타루반 14년(버번 위스키 캐스크에 10~12년 숙성 후 포트 와인 캐스크에 2~4년 추가숙성(위스키 맛에 따라 배합비는 상이), 46%)
- 넥타도르 (버번 위스키 캐스크에 10년 숙성 후 소테른 와인 캐스크에 추가숙성, 46%)
- 18년(버번 위스키 캐스크에 15년 숙성 후 30%의 원액은 덜어내어 올로로소 셰리 와인 캐스크에 3년 추가숙성 후 다시 18년동안 숙성한 버번 위스키 캐스크 숙성한 원액과 혼합, 43%)
- 25년(버번, 올로로소 셰리, 버건디 와인 캐스크에 숙성한 원액을 혼합, 43%)
- 시그넷(볶은 맥아로 만든 스피릿에, 다양한 캐스크를 섞어 만든 Designer cask에서 위스키를 제조, 46%)

### 프라이빗 에디션
- 1st Sonnalta PX (소날타 PX, 게일어로 ‘관대함’을 의미,2010년) : 셰리의 왕, 페드로 히메네스 캐스크 추가 숙성, 감미로운 노트와 상큼함의 조화
- 2nd Finealta (피날타, 게일어로’우아함’을 의미, 2011녀) : 스페인 올로로소 셰리 캐스크 혼합 숙성, 가벼운 피트감과 스모키함, 바닐라향과 시트러스 노트
- 3rd Artein (아르테인, 게일어로 ‘돌’을 의미, 2012년) : 이탈리아 바위 언덕의 희귀한 수퍼 투스칸 캐스크 추가 숙성, 붉은 베리류와 허니서클, 신선한 민트향 가득한 깊고 풍부한 아로마
- 4th Ealanta (엘란타, 게일어로 ‘숙련된 독창성’을 의미, 2013년) : 미국 미저리 주의 마크 트웨인 국유림으로 만든 최고급  버진 오크 캐스크 숙성, 바닐라와 설탕조림한 오렌지 필, 유탕처리한 아몬드가 층층이 뒤섞인 탁월한 맛
- 5th Companta (컴판타, 게일어로 ‘우정’을 의미, 2014년) : 미국 오크 캐스크 숙성 후 프랑스의 클로 드 타르 그랑크뤼 캐스크와 코트 뒤 론의 와인 캐스크 숙성 원액 혼합, 진한 향신료와 풍부하고 부드러운 단맛의 세련된 균형미
- 6th Tusail (투사일, 게일어로 ‘근원’을 의미, 2015년) : 마리스 오터 보리를 전통 방식으로  바닥에서 수작업으로 발아시켜 숙성, 토피넛, 달콤한 보리 몰트, 생강향
- 7th Milsean (밀션, 게일어로 ‘달콤한 것’을 의미, 2016년) : 버번 캐스크 숙성 후 그을린 와인 캐스크 내 추가 숙성, 설탕에 절인 과일의 강렬한 달콤함
- 8th Bacalta (바칼타, 게일어로 ‘굽다’를 의미, 2017년) : 버번 캐스크 숙성 후 구운 맘시 마데이라 캐스크에서 추가 숙성, 단맛이 풍부하고 구운 과일과 달콤한 풍미가 가득한 아로마
- 9th Spìos (스피오스, 게일어로 ‘향신료’를 의미, 2018년) : 아메리칸 호밀 위스키 캐스크 숙성, 아메리칸 라이 위스키의 황금기에서 영감을 얻은 세련미와 섬세한 스파이스 향
- 10th Allta (알타, 게일어로’ 야생’을 의미, 2019년) : 비스포크 효모를 이용하여 만든 최초의 글렌모렌지 위스키

### 면세점 전용 라인업
- 탈로간(새 오크통에 추가 숙성, 비냉각여과, 43%)
- 테인(아몬틸라도 셰리 캐스크에 추가 숙성, 43%)
- 두탁(페드로 히메네스 셰리와 새 오크통에 추가 숙성, 43%)
- 도녹(아몬틸라도 셰리 캐스크에 추가 숙성, 43%)
- 캐드볼(뮈스카와 세미용 와인 캐스크에 추가 숙성, 43%)
- 19년(버번 위스키 캐스크에 19년 숙성(면세 한정 제품), 43%)

### 리미티드 에디션
- 아스타(캐스크 스트렝스 버젼, 57.1%)

## 참고
- 글렌모렌지 홈페이지 보관됨 2019-06-03 - 웨이백 머신
- 네이버 지식백과 글렌모렌지